# Snakemake
Snakemake ist ein Workflow-Management-System, welches auf Python aufbaut und vor allem in der Bioinformatik eingesetzt wird.
Es funktioniert nach folgenden Prinzipien:
- Jeder Schritt im Ablauf ist eine rule (Regel). Die Eingaben, Ausgaben und die Kommandozeilenbefehle für jeden Schritt sind in einem sogenannten Snakefile beschrieben.
- Jede Regel verfügt über eine Anzahl Parameter, die in einer yaml-Datei beschrieben sind.
- Jede Regel erzeugt einen Output, der wiederum den Input für andere Regeln darstellen kann.

Ein simples Beispiel für ein Snakemake-Programm ist:
```
rule
 
data_cleanup
:

    
input
:

        
"data/data.txt"

    
output
:

        
"result/cleaned_data.txt"

    
script
:

        
"scripts/data_cleanup.py"

```

Anstelle eines Skriptes kann auch ein Kommandozeilenbefehl angegeben werden:
```
# Diese Regel filtert text.txt derart, dass Zeilen

# mit dem Wort "Wikipedia" beibehalten werden

rule
 
wikipedia
:

    
input
:

        
"data/text.txt"

    
output
:

        
"result/wikipedia.txt"

    
shell
:

        
"cat 
{input}
 | grep "
Wikipedia
" > 
{output}
"

```